# Akunk, Kotayk
Akunk là một đô thị thuộc tỉnh Kotayk, Armenia. Dân số ước tính năm 2011 là 2039 người. Đô thị này thuộc vùng đô thị Yerevan.